# Guitare flamenca
La guitare flamenca, utilisée pour le flamenco, très proche de la guitare classique, en diffère cependant sur plusieurs points. 
Elle est un instrument d'accompagnement du cante (le chant flamenco) et du baile (la danse flamenco) avant de pouvoir devenir aussi, depuis la seconde moitié du XXe siècle, un instrument soliste. 

## Origines
La guitare classique d'aujourd'hui dérive des instruments créés en Espagne par les Castillans au Xe siècle. La forme moderne apparaît dans ce pays, après différentes évolutions des guitares latines et mauresques, sans doute en passant par la vihuela. Bien que voisine du luth, elle constitue une famille différente et leurs évolutions sont distinctes. À la fin du XVIe siècle, la vihuela est remplacée par la guitare qui est alors adoptée dans toute l'Europe sous le nom de « guitare espagnole »,. Le roi Louis XIV lui-même, se détournant du luth (plus aristocratique), en fait son instrument de prédilection et veut y être initié : on recrute alors pour lui Bernard Jourdan de la Salle, un guitariste justement natif de Cadix. Puis peu après 1650, on fait venir de Mantoue le maître italien de la guitare Francesco Corbetta.
Les frères Escudier écrivent dans leur Dictionnaire de musique, de 1854 : « On ne sait rien de certain sur l'origine de cet instrument. On pense généralement qu'il est aussi ancien que la harpe, et que les Maures l'ont apporté en Espagne, d'où il s'est ensuite répandu au Portugal et en Italie. Du temps de Louis XIV, il était fort à la mode en France ; mais la vogue qu'il eut fut de courte durée, et après avoir brillé d'un éclat tout nouveau, il y a quelques années, sous les doigts d'artistes forts habiles, il est aujourd'hui presque complètement abandonné comme le plus ingrat et le plus monotone des instruments ».
En effet, la guitare connaît une vogue extraordinaire en Europe du Nord pendant le premier tiers du XIXe siècle, faisant parler de guitaromanie, avant d'être éclipsée, comme instrument domestique et de salon, par le piano, tandis que son faible volume sonore lui interdit, en pratique, le concert.

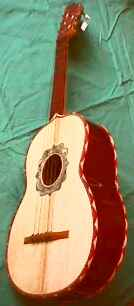
Vihuela.
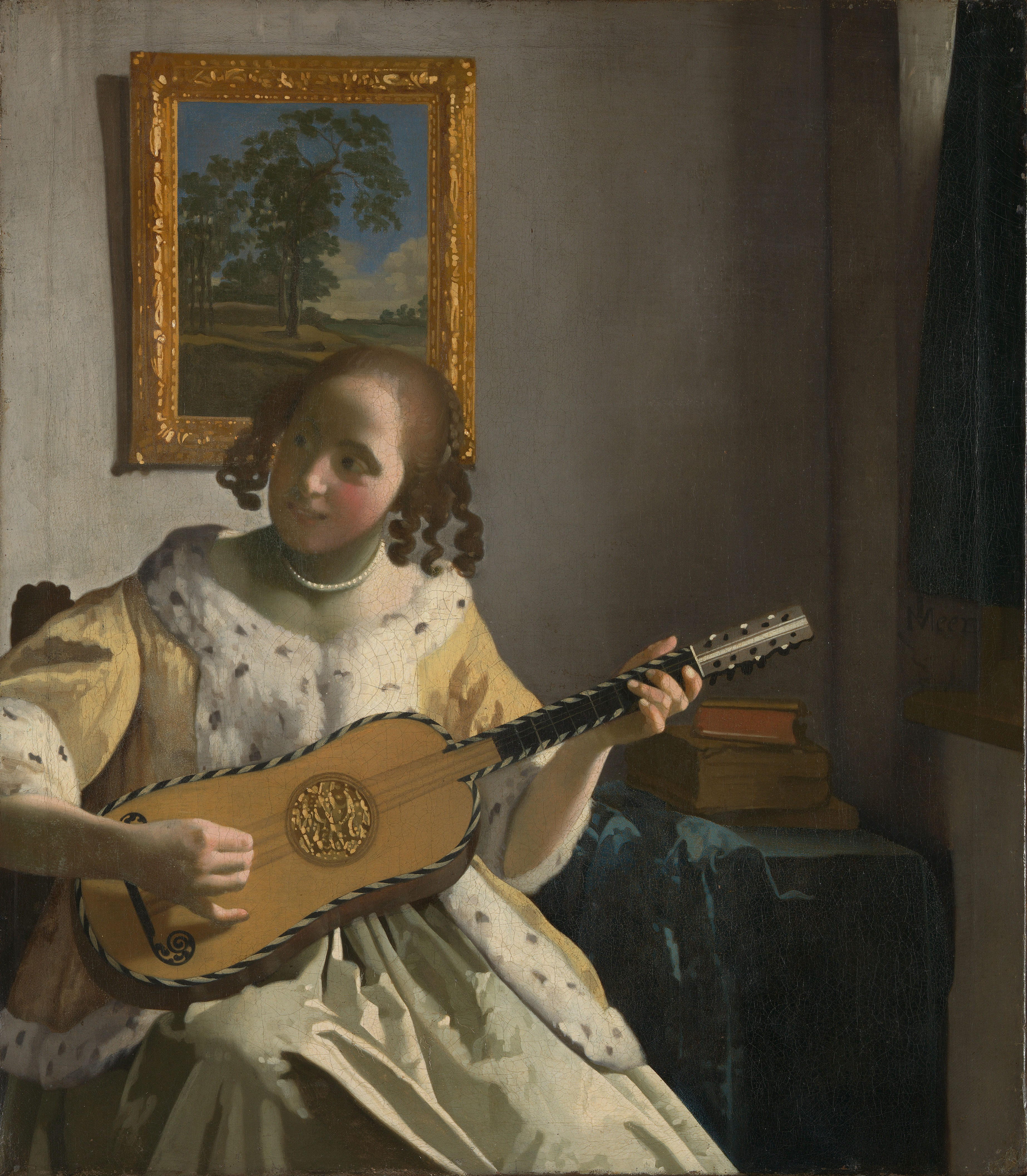
La Joueuse de guitare de Jan Vermeer van Delft (avant 1670).
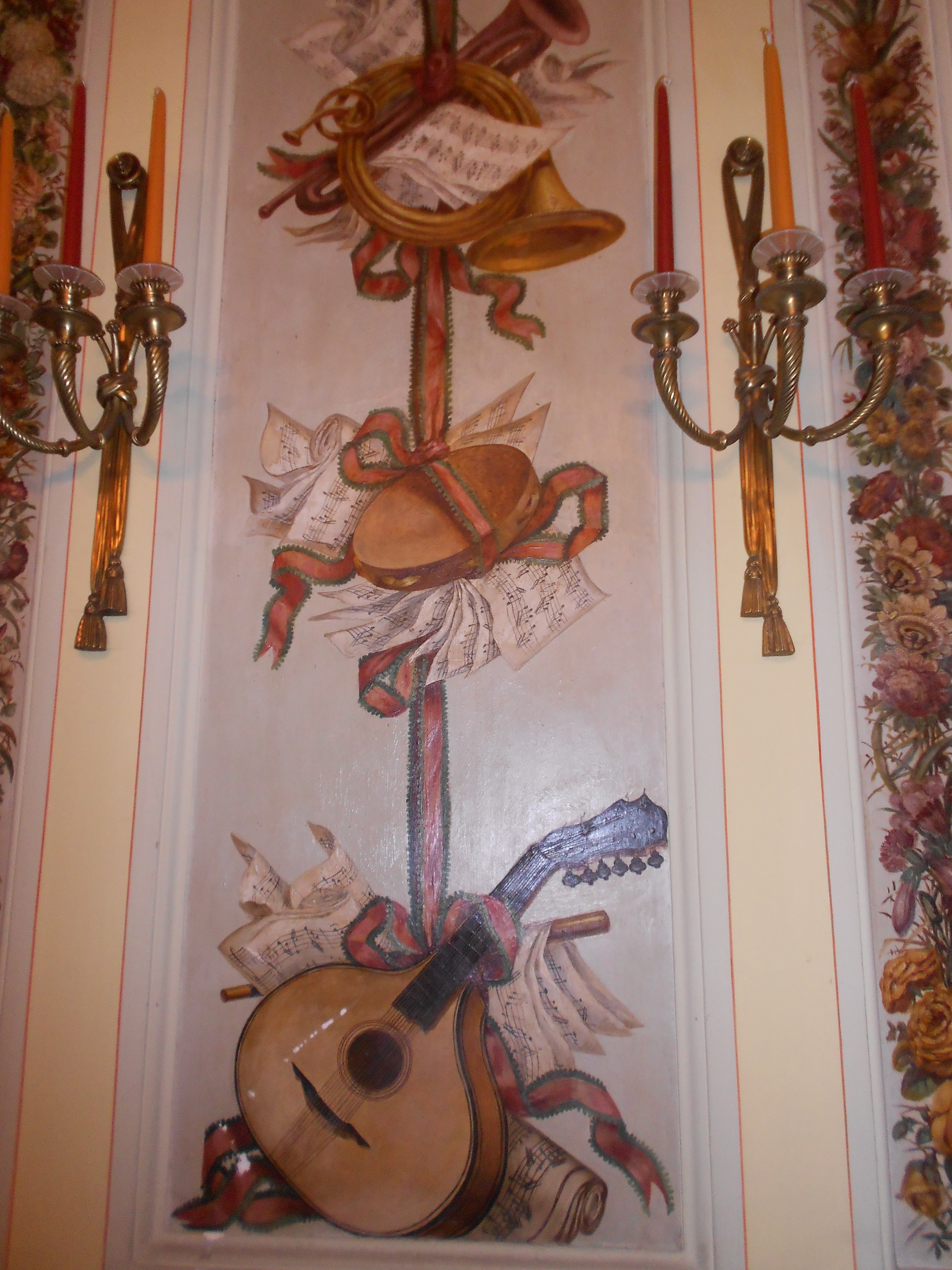
Guitare décorant une pièce à l'ambassade de France à Lisbonne, début du XIXe siècle.

## Lutherie
La guitare flamenca présente traditionnellement une caisse en cyprès et une table en épicéa. Elle est de même forme qu'une guitare classique mais elle est plus fine et plus légère et sa caisse est plus étroite. Elle rend un son vif, métallique et brillant, plus « véhément » mais moins « velouté » que celui de sa sœur classique. Elle dispose souvent d'un diapason rallongé nécessitant une tension de corde plus élevée, ce qui permet à la fois un plus grand volume sonore et une hauteur de cordes plus faible, propice au jeu rapide.
La flamenca est parfois appelée « blanche » (en espagnol : blanca) du fait de la teinte claire du cyprès de la caisse. C'est la couleur traditionnelle des guitares flamencas : aux premières heures de la guitare flamenca, les instruments étaient fabriqués avec le bois le moins coûteux et le plus facile à trouver, c'est-à-dire le cyprès d'Espagne. Avec l'essor du flamenco, différentes essences ont fait leur apparition, notamment pour pallier le prix du cyprès devenu élevé.
Elle peut être appelée flamenca « negra » si ses éclisses et son dos sont en palissandre (brun foncé). Ce type de guitare flamenca a été rendu populaire, notamment par le célèbre guitariste Paco de Lucía. La flamenca negra est moins sèche et percussive qu’une guitare « blanca ». Elle offrira un son « crispy » (en rasgueados), une résonance plus soutenue et une richesse en harmoniques.
On ajoute sur les guitares flamencas un golpeador, plaque de protection (généralement connue sous le nom anglophone de pickguard) c'est-à-dire une fine feuille de plastique ou de placage collée sur la table d'harmonie de la guitare afin de la protéger.
Les guitares flamencas peuvent aussi être montées, au choix, avec deux systèmes d'accord :
- le système traditionnel qui emploie des chevilles en ébène ou en palissandre, à la manière des guitares anciennes mais placées en porte-à-faux sur une tête en palette. La facture de la tête est alors simplifiée : six alésages coniques percés dans le bois.
- des mécaniques à engrenages et rouleaux, à la manière de la guitare classique, faciles à régler mais plus lourdes que les chevilles[5].

La plupart du temps la guitare flamenca est fabriqué par un luthier. L'instrument est verni au tampon : les finitions peuvent être de très grande qualité, tant au niveau de la sonorité de l'instrument que de l'esthétique.

### Luthiers célèbres
Se sont distingués, entre autres, les luthiers espagnols suivants : Antonio de Torres (Almería, 1817-1892) considéré comme le « père » de cette nouvelle guitare, Manuel Ramírez de Galarreta, le Gran Ramírez (Madrid, 1864-1920), et ses disciples Santos Hernández (Madrid, 1873-1943), qui construisit diverses guitares pour les maestros Sabicas et Paco de Lucía, Domingo Esteso et Modesto Borreguero. De même se distinguent les Hermanos Conde, Faustino (1913-1988), Mariano (1916-1989) et Julio (1918-1996), cousins de Domingo Esteso, dont les enfants et héritiers continuent la saga.

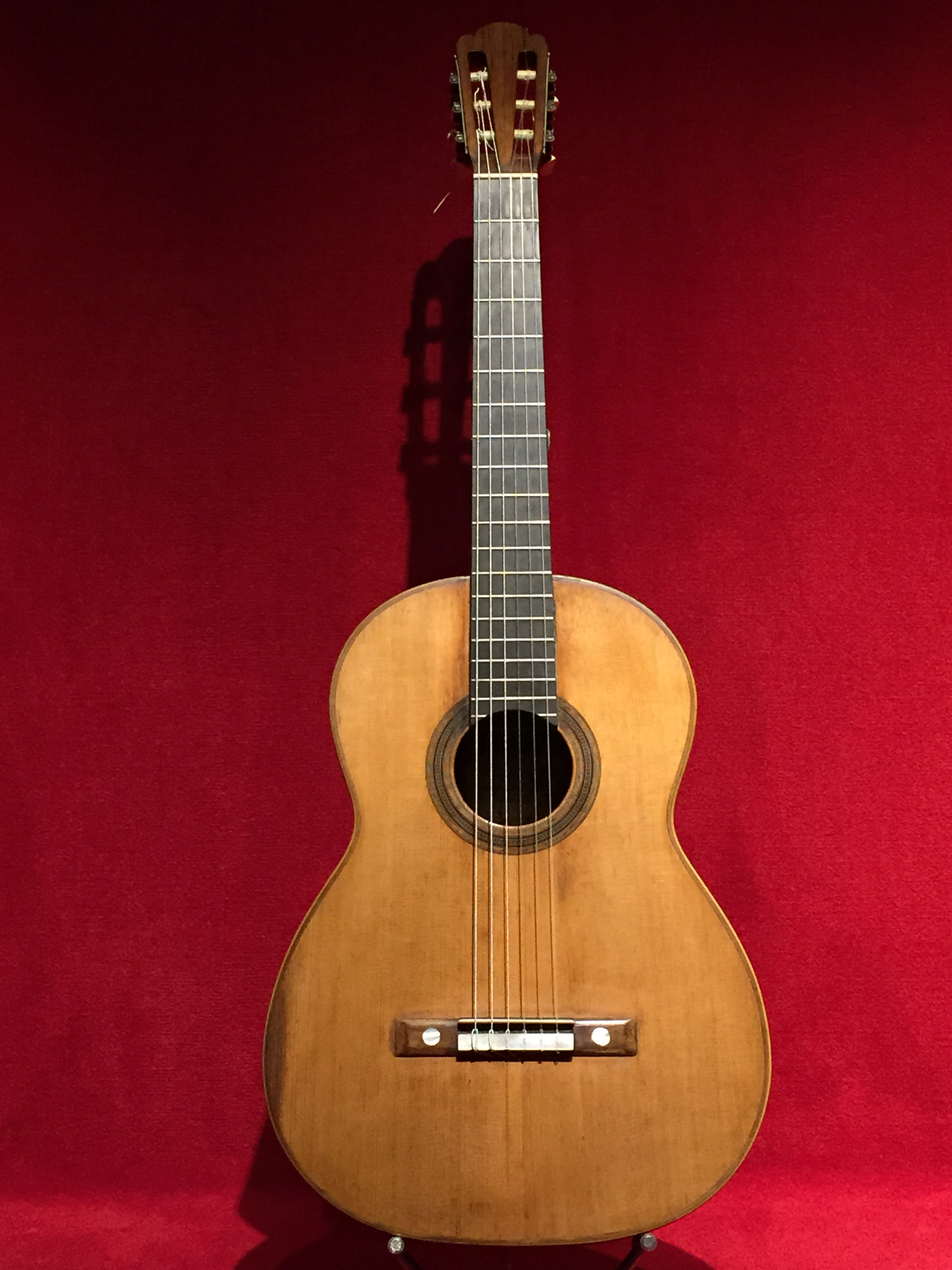
guitare de Torres (1859), Musée de la Musique, Barcelone.
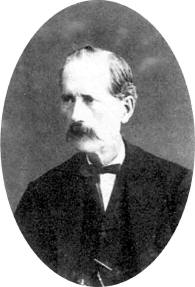
Antonio de Torres.
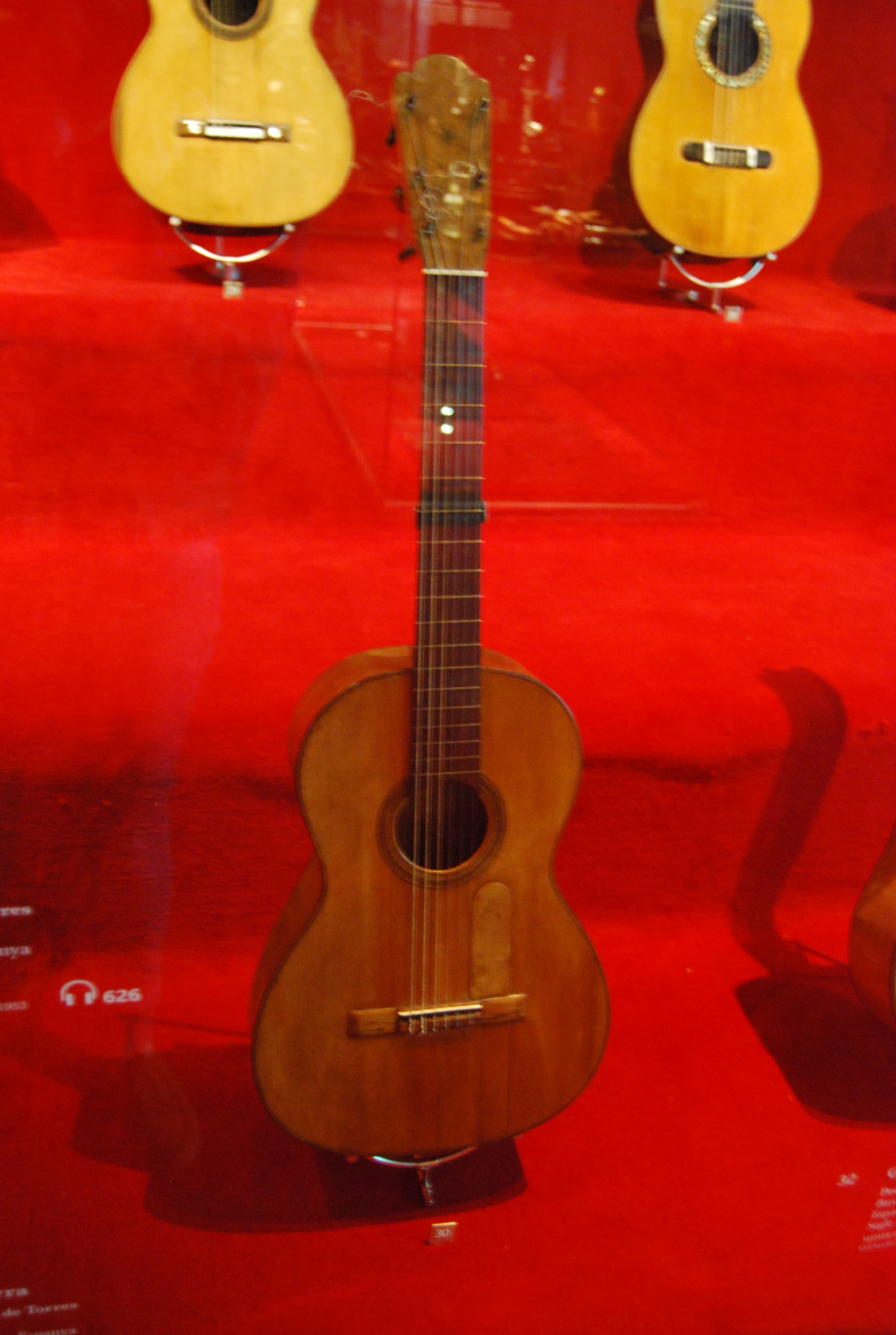
guitare de Torres (1862), Musée de la Musique, Barcelone.

De nombreux autres luthiers en Espagne et dans d'autres pays ont également été réputés pour leur art.

## Jeu
La guitare flamenca a beaucoup de caractère et se montre très expressive. Le rythme caractéristique est percussif et suivi de battements donnés sur la table d'harmonie de la guitare. Cette technique s'appelle le golpe et se réalise en tapant avec l'annulaire et le majeur, le pouce ou la paume sur la table d'harmonie de la guitare.
Les tonalités varient en fonction de la tessiture de voix du chanteur : le guitariste (tocaor, variante andalouse de l'espagnol tocador : joueur de guitare, musicien) utilise dans ce cas une cejilla (un capodastre) pour s'accorder à la voix du chanteur (cantaor).

### Techniques de la main droite et les doigtés
Les techniques de la main droite et les doigtés sont le rasgueado, le golpe, le picado, le pulgar, l'alzapúa, le trémolo. En guitare classique comme en guitare flamenca, le trémolo est une technique de main droite. La forme générale est une note basse jouée avec le pouce, suivie d'une note aiguë jouée avec les autres doigts (index, majeur et annulaire) et répétée plusieurs fois rapidement.
La forme classique répète le schéma p a m i (pouce, annulaire, majeur, index), alors que la forme flamenco rajoute une note aiguë et a pour schéma p i a m i. Un des morceaux les plus célèbres se jouant avec cette technique est Recuerdos de la Alhambra de Francisco Tárrega.

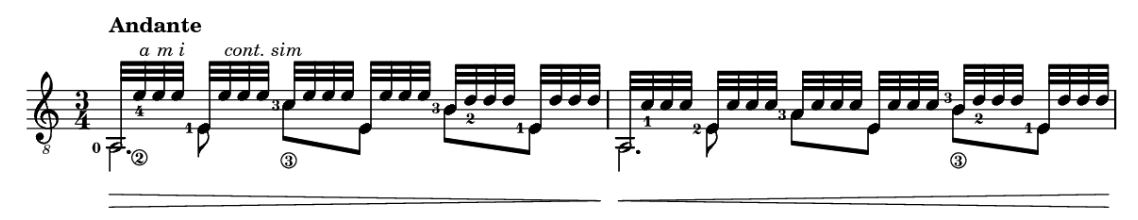
Premières mesures de Recuerdos de la Alhambra de Francisco Tárrega.

### Techniques de la main gauche
Les techniques de la main gauche sont le hammer-on, le pull-off, les glissés, les liés.

### Accords
Les guitaristes de flamenco ont recours à tous les accords traditionnels (majeurs, mineurs, septième de dominante) ainsi qu'à des cadences spécifiques au flamenco. En outre, les guitaristes modernes font preuve d'une grande créativité et l'on peut dorénavant avoir recours aux accords de quarte, sixte, etc. Les renversements sont également très fréquents mais n'obéissent pas à des normes fixes.

### Études de styles

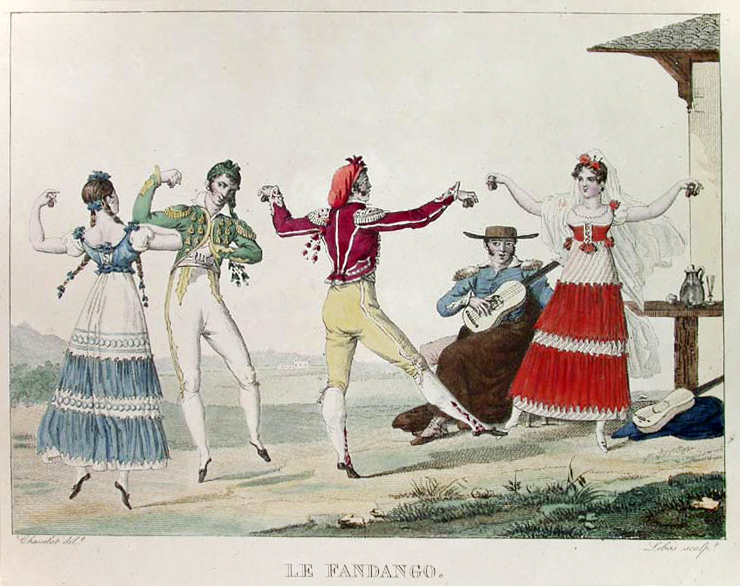
Fandango, peinture par Pierre Chasselat (1753-1814).

Les styles du flamenco sont nombreux, parmi lesquels on trouve notamment : la soleá, les tangos, les tientos, l'alegría, la bulería, les fandangos, la farruca, la granaina, ou encore la taranta.
Chaque style possède une marque rythmique propre (un compás) et une couleur spécifique.

## Instrumentistes notoires
Manolo Sanlúcar, Paco de Lucía, Ramón de Algeciras, Moraíto Chico, Vicente Amigo, Gerardo Núñez, Tomatito, Pepe Habichuela, Manitas de Plata, Diego del Morao et Sabicas comptent parmi les joueurs illustres de guitare flamenca.

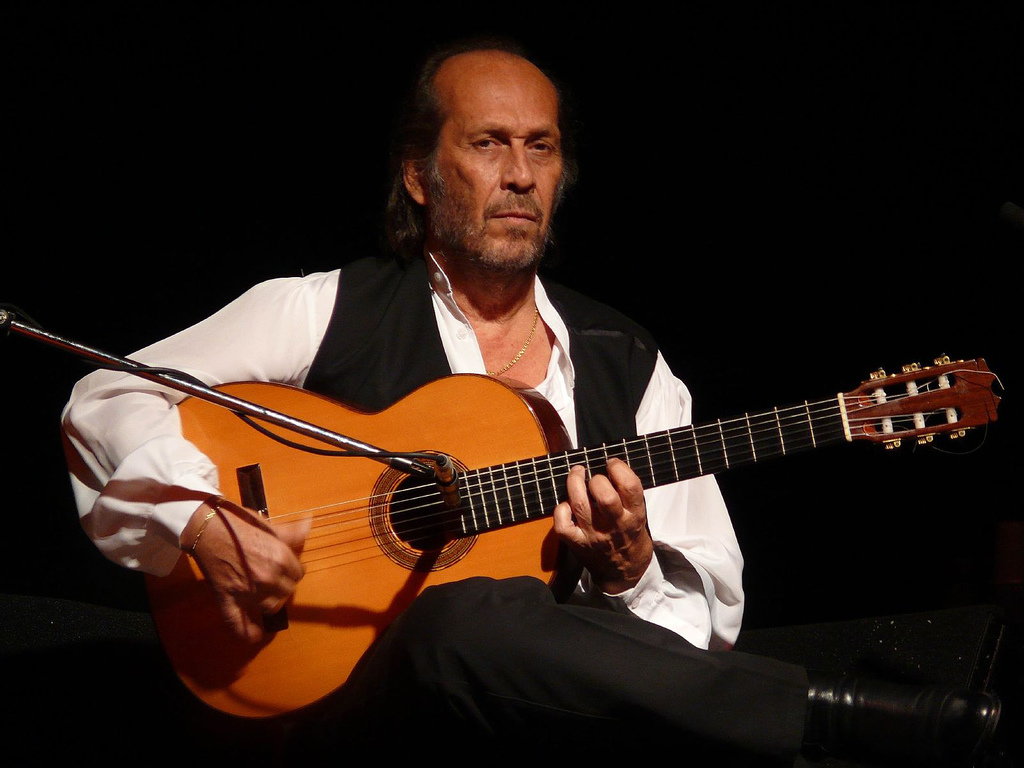
Paco de Lucía.
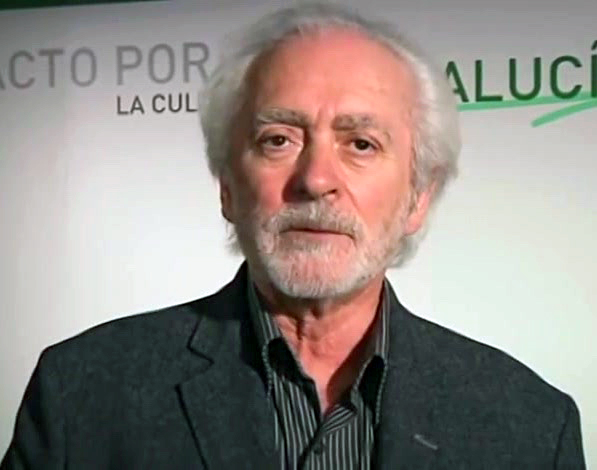
Manolo Sanlúcar.
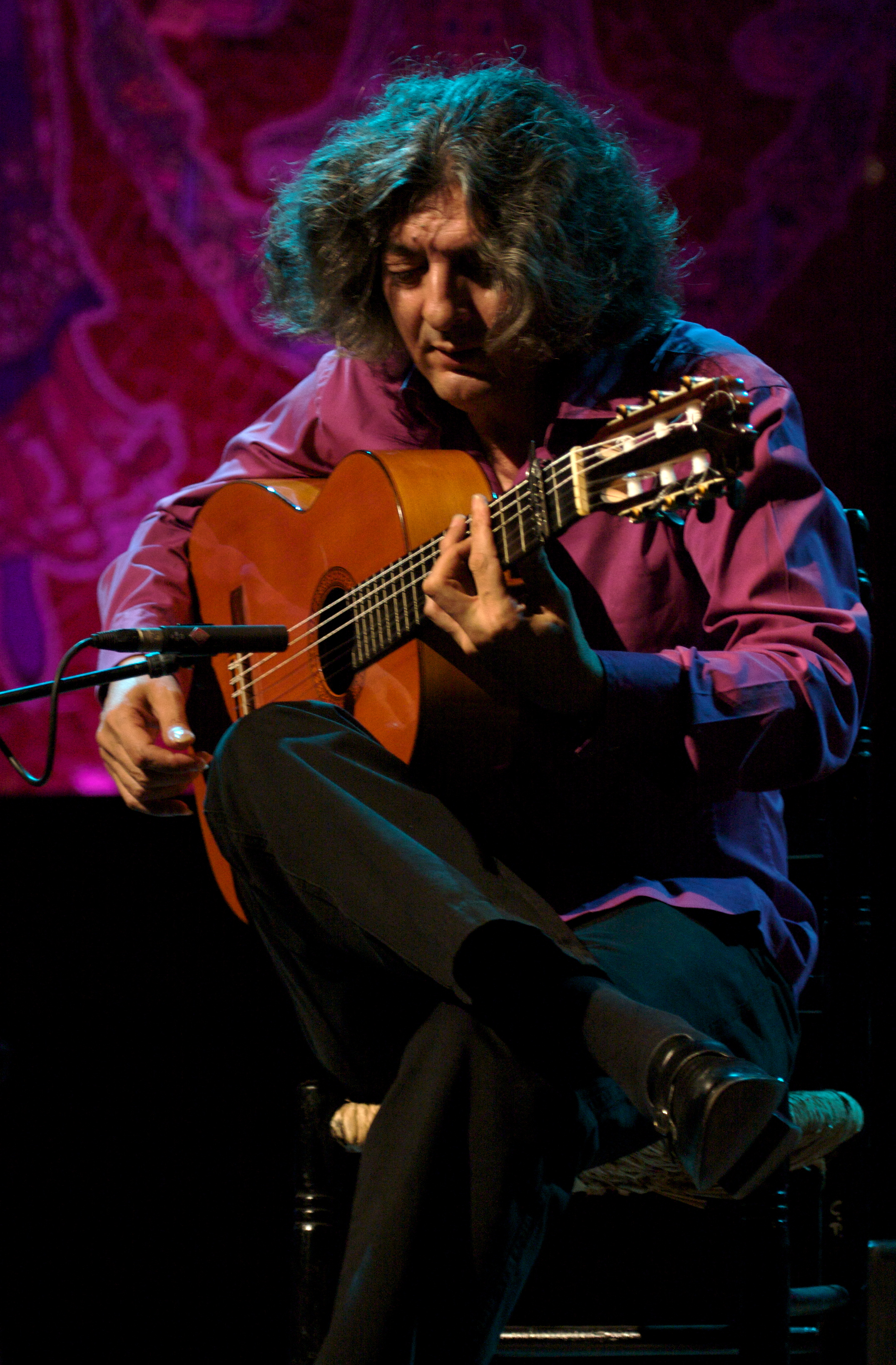
Moraíto Chico.
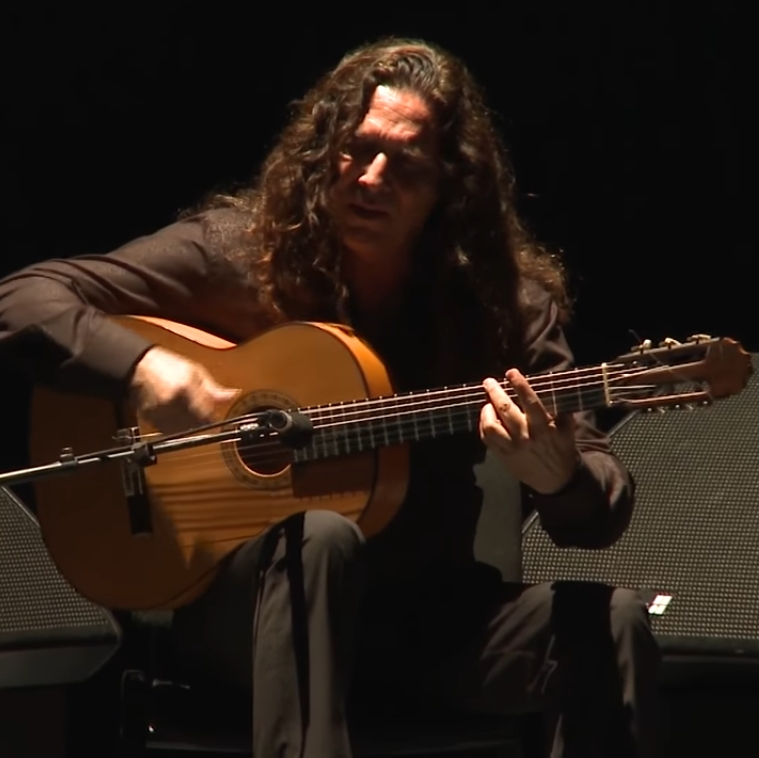
Tomatito.

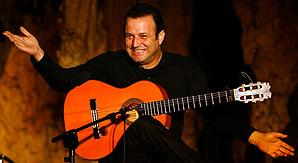
Gerardo Núñez.
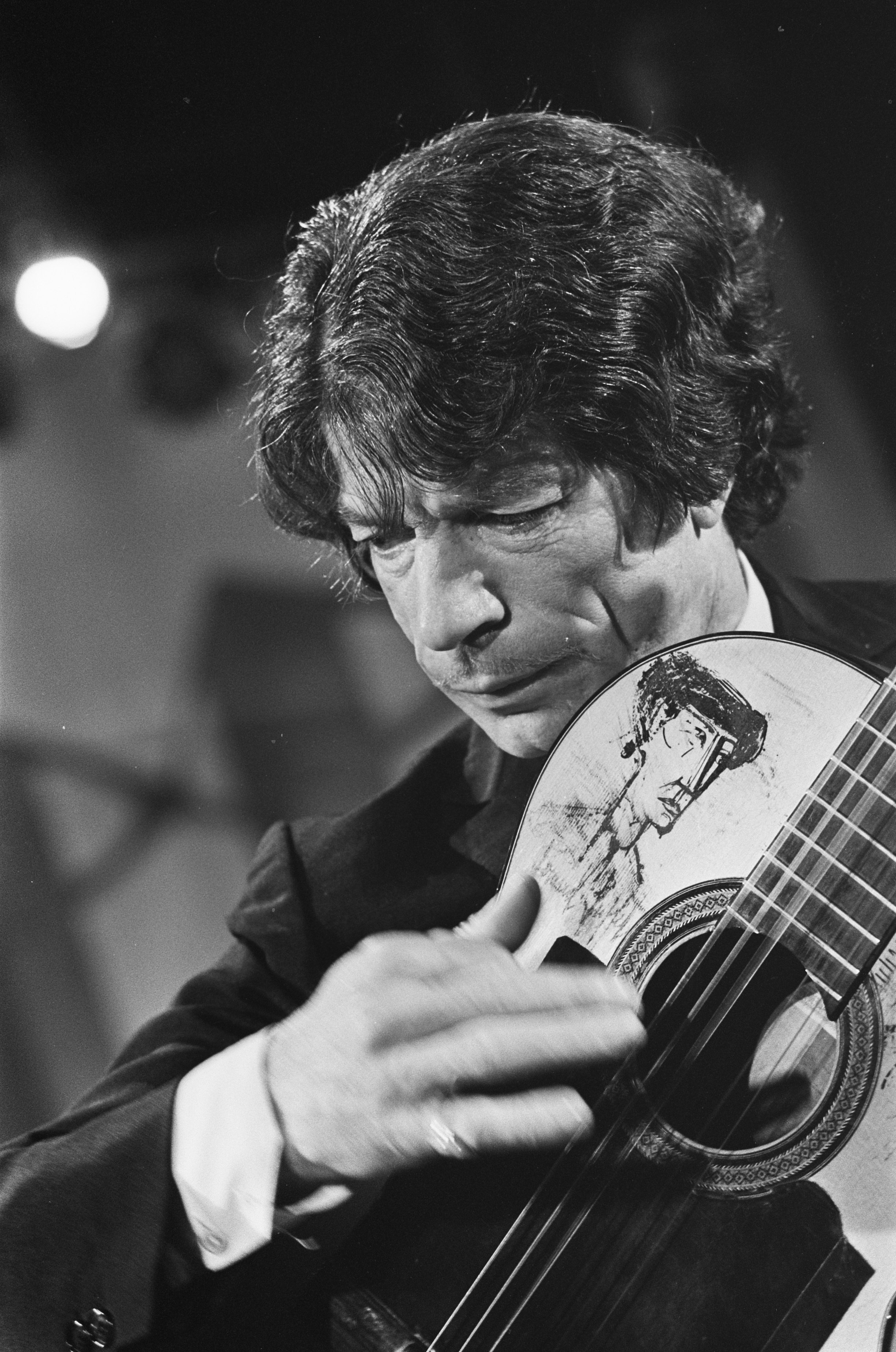
Manitas de Plata.
Vicente Amigo.
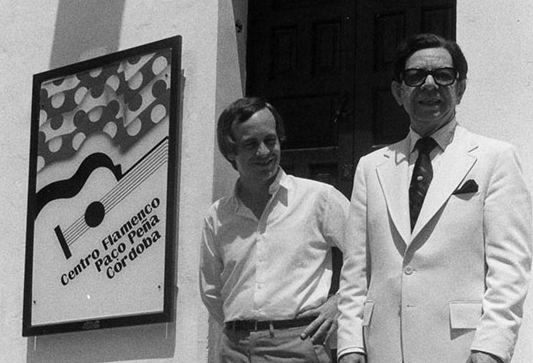
Paco Pena et Sabicas.